# Krumenstecher

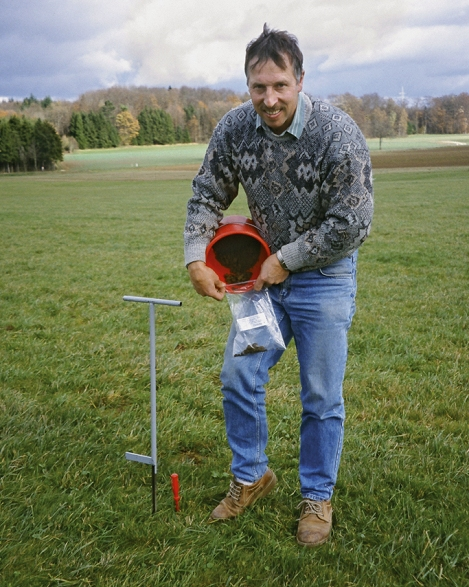
Krumenstecher (links)

Der Krumenstecher ist ein Werkzeug zur Entnahme von Bodenproben. Es handelt sich um eine am unteren Ende angeschärfte Metallröhre mit Handgriff und Trittsteg. Die Röhre selbst ist mit einer Nut versehen. Beim Einstechen in den Boden füllt sich die Röhre mit dem Bohrkern, welcher durch Drehen vom umgebenden Boden abgeschert wird und im Anschluss für Bodenuntersuchungen verwendet werden kann.